# Osaka Evessa
L'Osaka Evessa (大阪エヴェッサ) è una società cestistica avente sede a Osaka, in Giappone. Fondata nel 2005, gioca in B.League.

## Storia
L'Osaka Evessa è una squadra di pallacanestro giapponese fondata a Osaka nel 2005. Ha partecipato in Bj league dal 2005 al 2016, vincendo il titolo tre volte consecutive dal suo anno di esordio. Attualmente gioca in B1 League, la massima serie del campionato giapponese di pallacanestro.

## Palmarès
- Bj league: 3

2005-06, 2006-07, 2007-08